# Halysidota modalis
Halysidota modalis är en fjärilsart som beskrevs av Dyar 1912. Halysidota modalis ingår i släktet Halysidota och familjen björnspinnare. Inga underarter finns listade i Catalogue of Life.